# Torcia

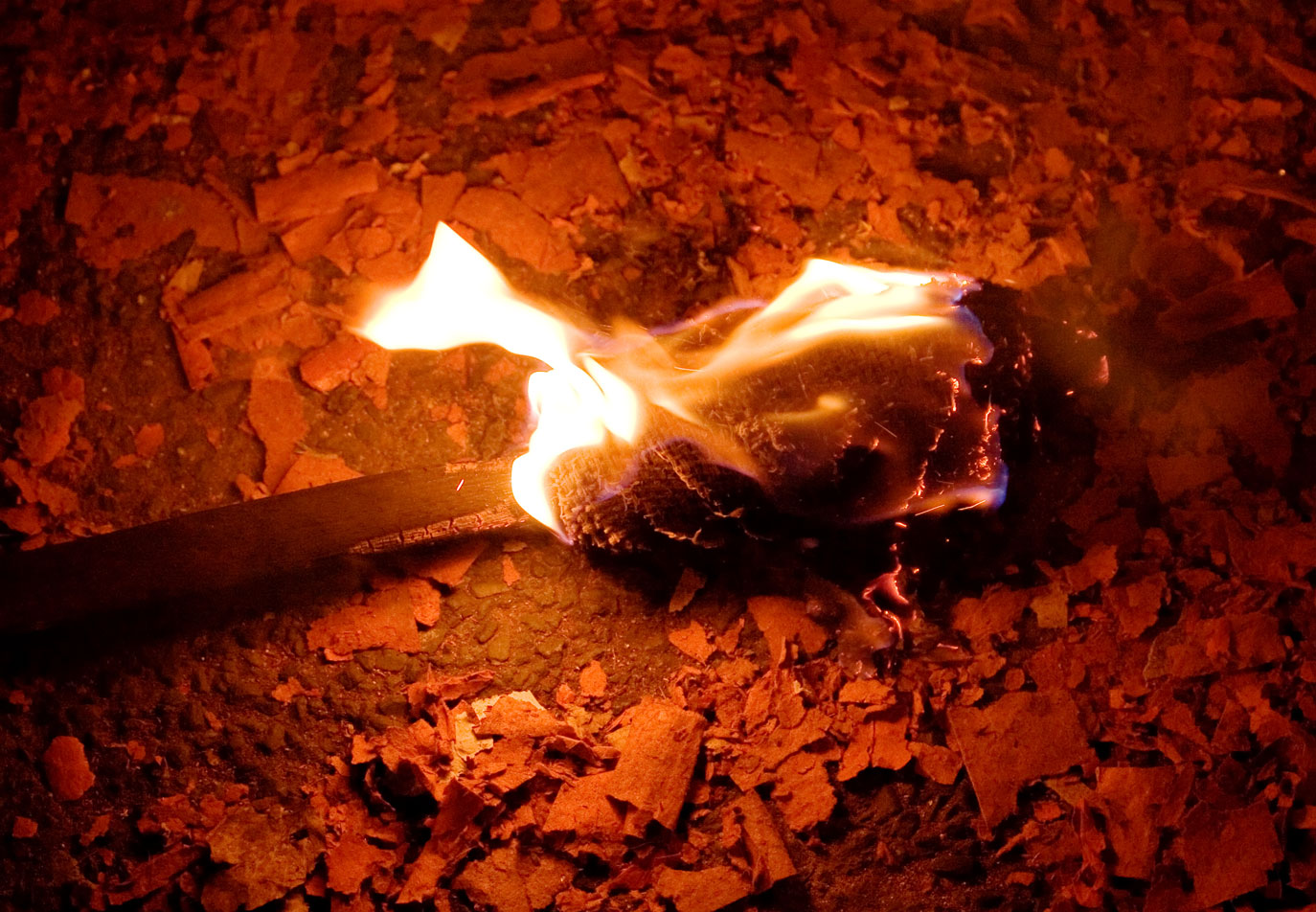
Torcia

La torcia è uno strumento usato per illuminare, composta da funi ritorte o da un bastone con un ammasso di fibre avvolte ad un'estremità, impregnate di materiale infiammabile come resina, bitume o cera.

## Utilizzo del termine
Possono essere chiamate torce anche le candele di grandi dimensioni utilizzate dai ministranti durante le processioni, oppure le grandi torri che gli impianti petrolchimici o le industrie che manipolano prodotti chimici possiedono frequentemente per l'invio di materiale che costituisce un pericolo immediato e viene sottoposto a combustione ad alta quota. Queste torce non hanno finalità di illuminazione ed, al contrario, quest'ultimo è un effetto indesiderato.

## Costruzione della torcia
La costruzione della torcia è variata nel corso della storia a seconda dello scopo di essa. Le torce erano solitamente costruite mediante una doga di legno con un'estremità avvolta in un materiale imbevuto di una sostanza infiammabile. Negli Stati Uniti potrebbero essere state utilizzate ossa di orso nero. Nell'antica Roma alcune fiaccole erano fatte di zolfo misto a calce.

## Simbolismo
La torcia è un emblema comune sia di illuminazione che di speranza, ad esempio la Statua della Libertà, formalmente chiamata Libertà che illumina il mondo, alza la sua torcia. Le torce rovesciate incrociate erano segni di lutto osservabili sui monumenti funerari greci e romani: una torcia puntata verso il basso simboleggia la morte, mentre una torcia sollevata simboleggia la vita, la verità e il potere rigenerativo della fiamma. La torcia è anche un simbolo utilizzato dai partiti politici, ad esempio sia dai laburisti (dal 1918 al 1980) che dai conservatori (dal 1983 al 2006) nel Regno Unito, e dal Partito laburista di Malta. Nei sigilli delle scuole nelle Filippine, la torcia simboleggia la visione dell'educazione per fornire illuminazione a tutti gli studenti.
La torcia è anche associata alla dea greca della stregoneria nota come Ecate in alcune opere d'arte.

Dettaglio del fregio di mezze figure alate con la torcia dell'apprendimento nella Biblioteca del Congresso
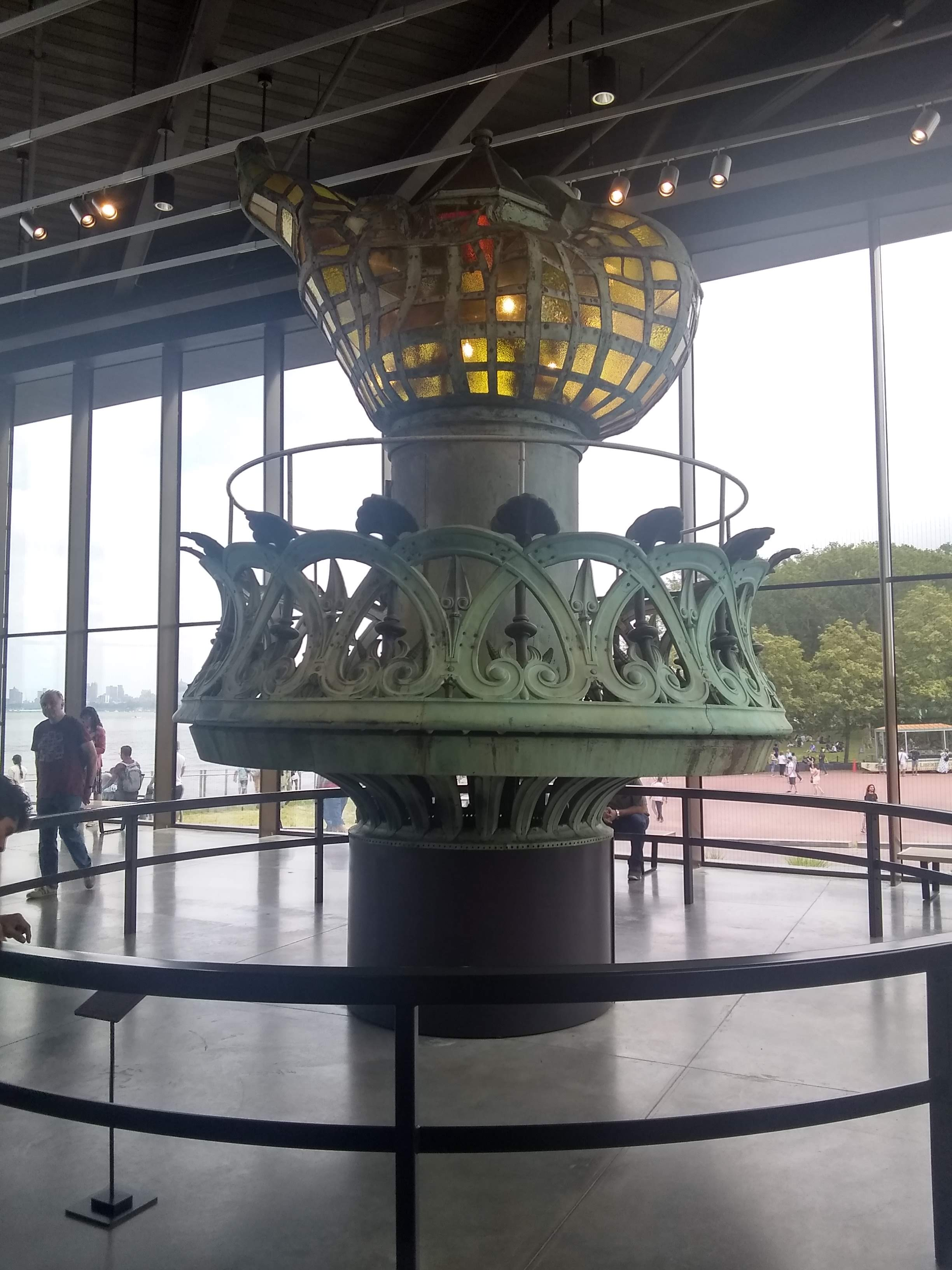
La torcia originale del 1886-1984 della Statua della Libertà
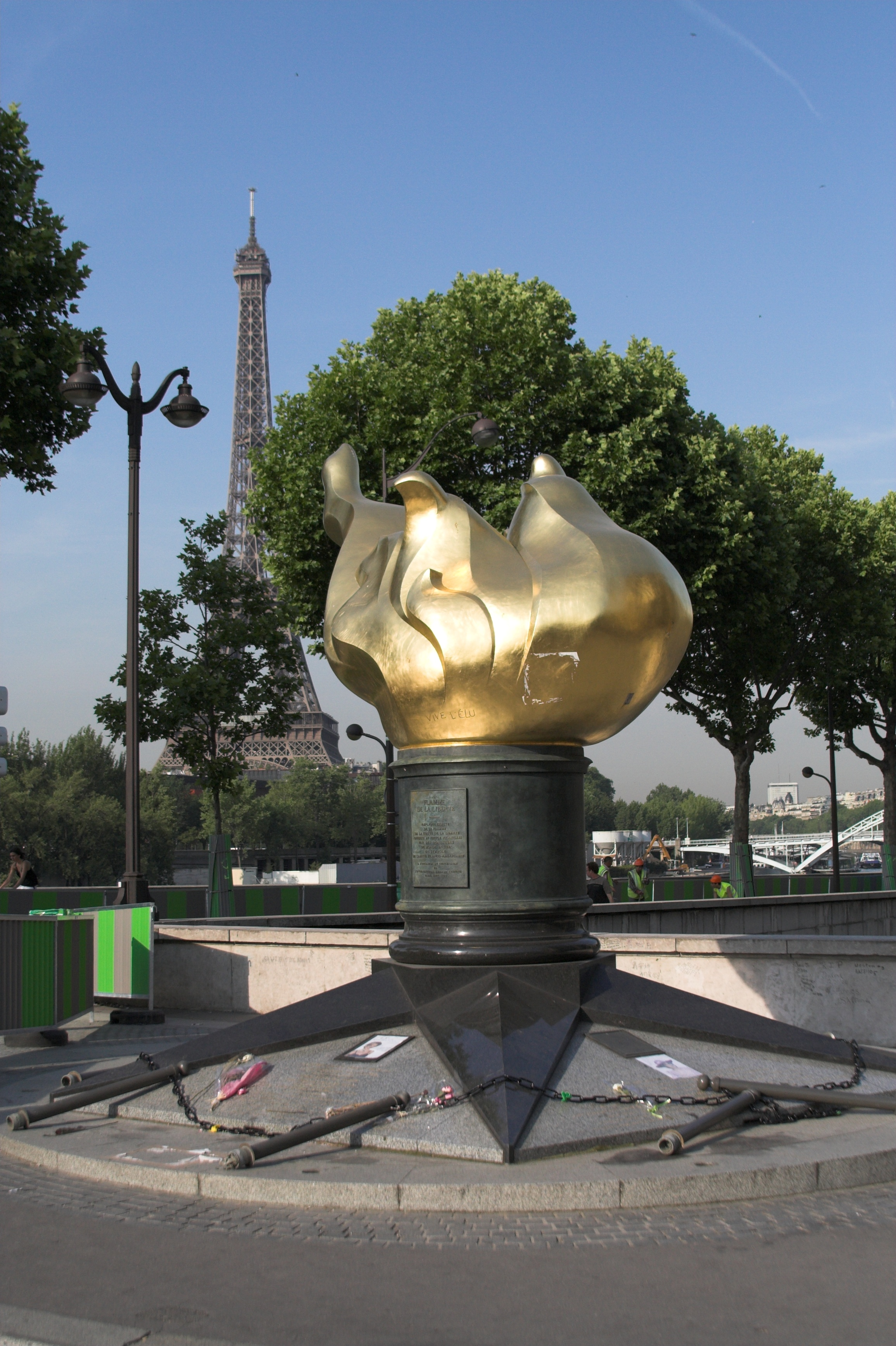
Fiamma della Libertà, Place Diana, Parigi
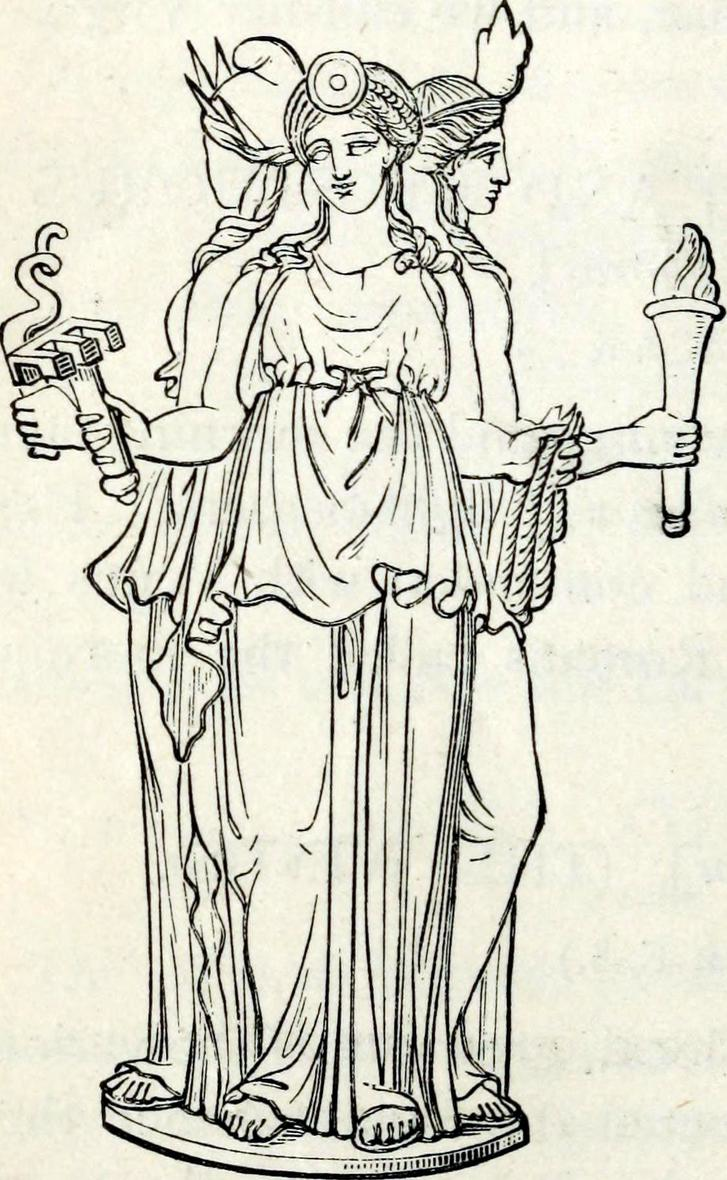
La dea Ecate tiene una torcia alla sua destra

## Evoluzione
Un'evoluzione delle torce sono le torce a vento, in grado di rimanere accese per molto tempo anche in caso di pioggia o vento. Sono spesso utilizzate per segnalare incidenti stradali oppure ostacoli sulla strada.
Un'evoluzione moderna della torcia è rappresentata dalla torcia elettrica. Si può definire un'evoluzione della torcia elettrica anche l'utilizzo attuale sugli smartphone del flash.

## Usi

### Olimpiadi
Una torcia portata in staffetta dai corridori viene utilizzata per accendere la fiamma olimpica che arde ininterrottamente fino alla fine dei Giochi. Queste torce e la tradizione della staffetta furono introdotte alle Olimpiadi estive del 1936 da Carl Diem, il presidente della manifestazione perché durante la durata degli Antichi Giochi Olimpici di Olimpia, una sacra fiamma bruciò all'interno del tempio di Hera, tenuto da essa in custodia sacerdotessa.

### Giocoleria

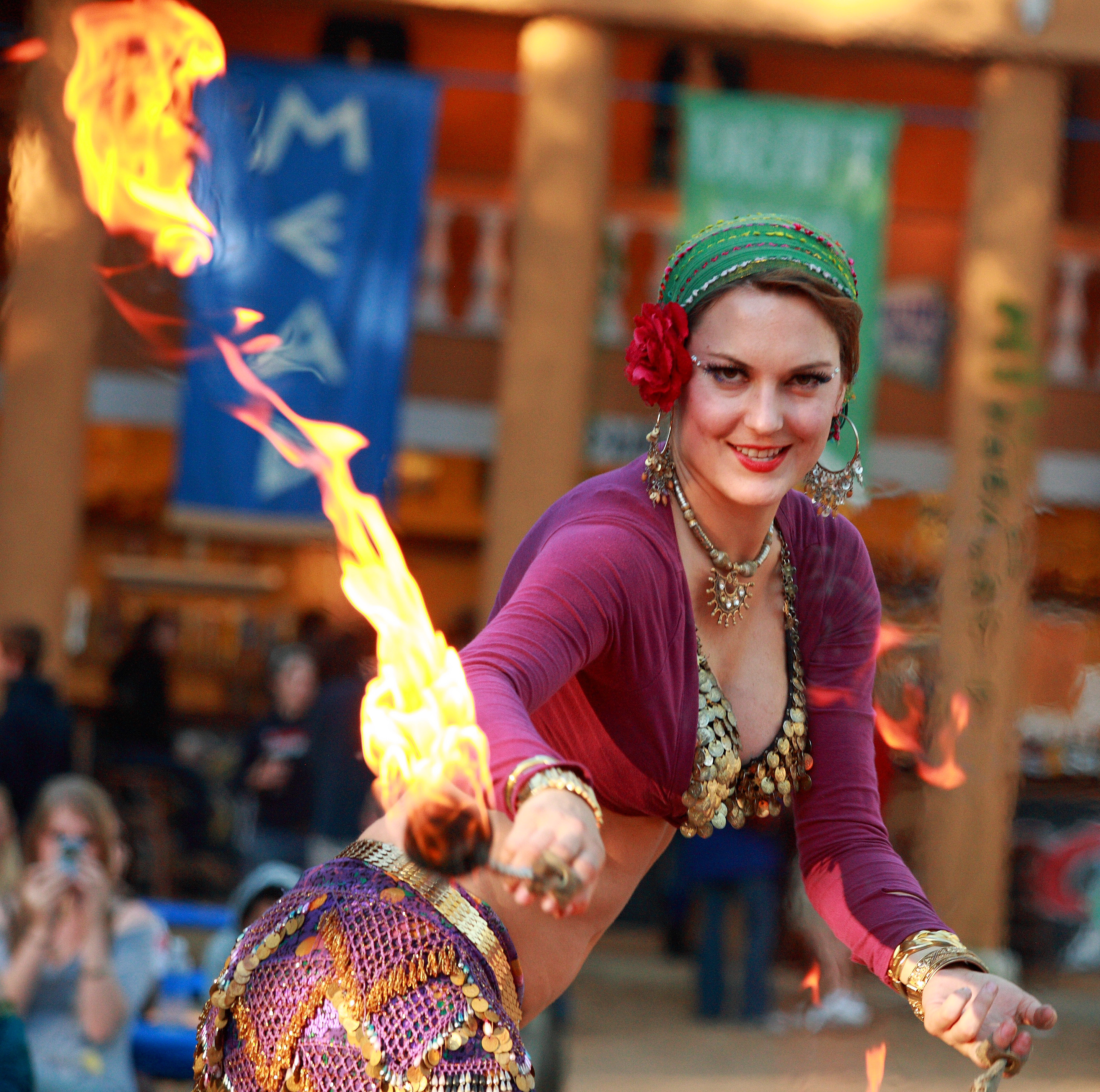
Artista di strada che utilizza una torcia

Le torce da giocoleria possono essere lanciate in aria con un movimento rotatorio, allo stesso modo delle mazze da giocoleria o dei coltelli da giocoleria, ma a causa del loro suono e della "scia di fuoco" che rilasciano mentre sono lanciate in aria, possono apparire molto più impressionanti per il pubblico. Per un abile giocoliere c'è solo una piccola possibilità di essere ustionato, ma è comunque un rischio presente.

### Nella liturgia cattolica romana
In passato le fiaccole liturgiche venivano portate nelle processioni eucaristiche semplicemente per illuminare. La Chiesa alla fine ne adottò l'uso per le messe solenni.
Secondo Adrian Fortescue, la forma più corretta delle torce liturgiche sono non autoportanti (cioè non possono reggersi in piedi da sole). Tuttavia anche in Vaticano, candele alte e autoportanti in portacandele decorati hanno sostituito il primo tipo. Le torce sono portate dai tedofori, che entrano al Sanctus ed escono dopo la Comunione.
Anche gli anglicani dell'Alta Chiesa e alcuni luterani usano le torce in alcune delle loro celebrazioni liturgiche.

### Fiaccolata
La fiaccolata è un tipo di processione illuminata che si tiene dopo il tramonto in modo che le torce portate dai partecipanti formino uno spettacolo (altri tipi di processione illuminata prevedono candele, lanterne, ecc.).

## Associazioni

### Amore

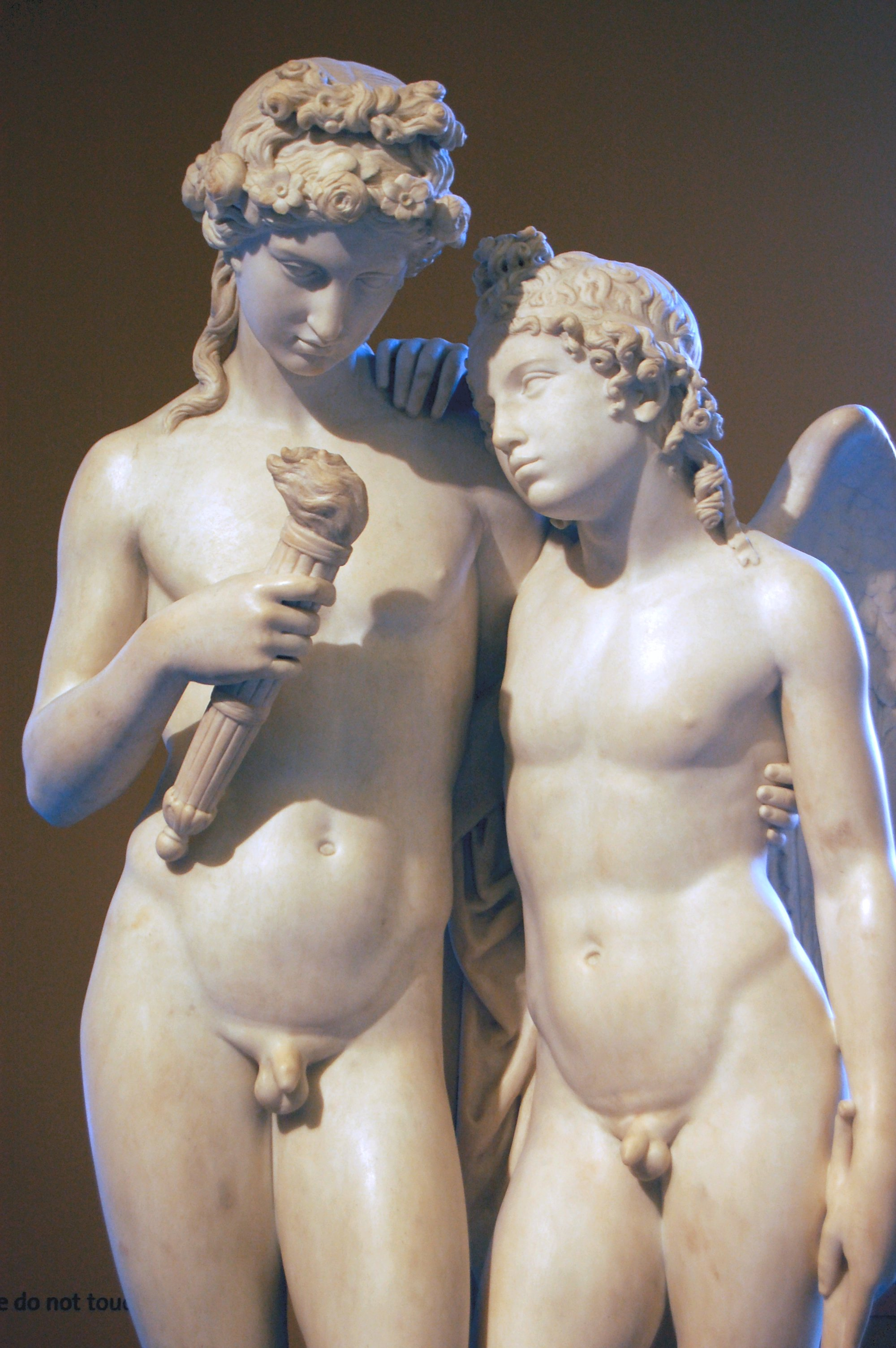
Cupido che riaccende la torcia dell'imene di George Rennie

L'associazione di una torcia con l'amore potrebbe risalire alla tradizione greca e romana di una torcia nuziale, accesa nel focolare della sposa la prima notte di nozze, quindi utilizzata per accendere il focolare nella sua nuova casa. Tale torcia è associata al dio greco del matrimonio Imene.
L'espressione portare una torcia (per qualcuno) significa amare o essere romanticamente infatuati di qualcuno, soprattutto quando tali sentimenti non sono ricambiati. È spesso usato per caratterizzare una situazione in cui una relazione romantica è finita, ma in cui un partner ama ancora l'altro. È considerato da alcuni datato, ma ancora ampiamente utilizzato. Una fiaccola è in genere una canzone d'amore sentimentale in cui un cantante lamenta un amore non corrisposto.

## Galleria d'immagini

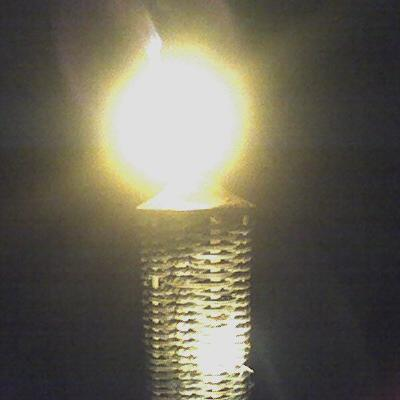
Una torcia tiki
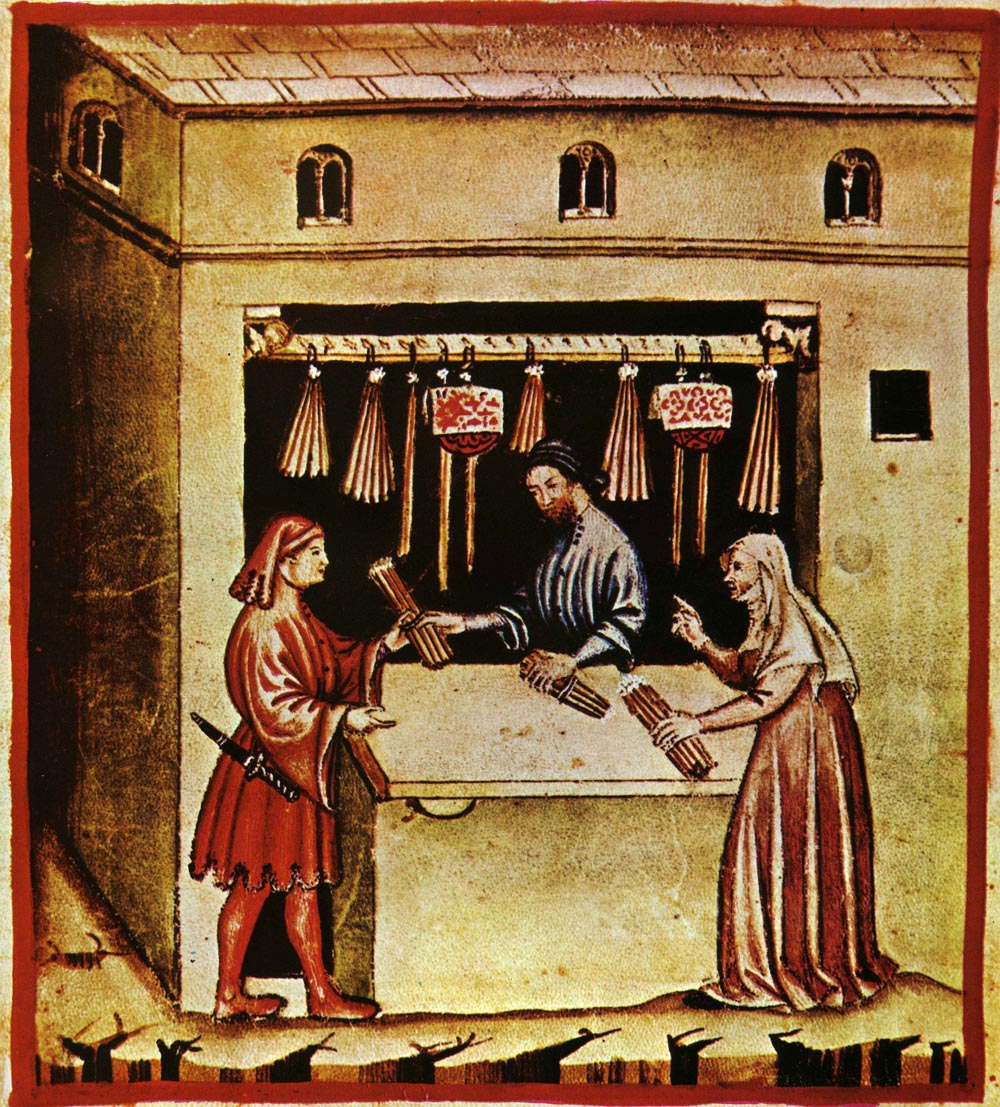
Venditore di torce, tacuinum sanitatis casanatensis (XIV secolo)
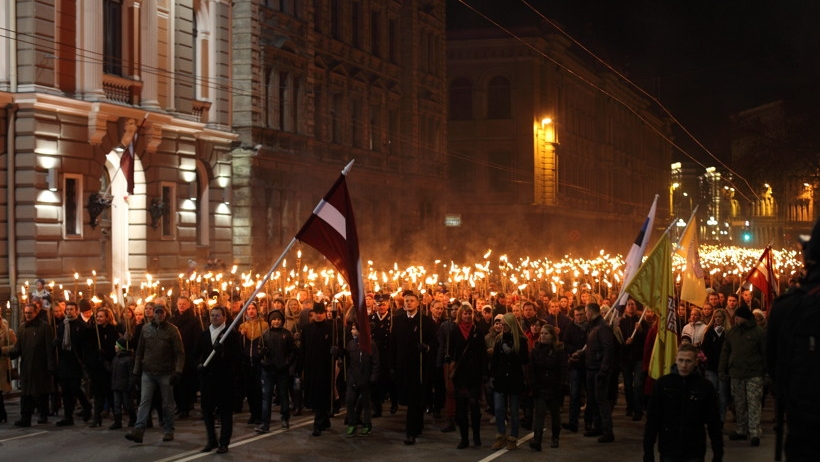
18 novembre 2013, fiaccolata a Riga, Lettonia
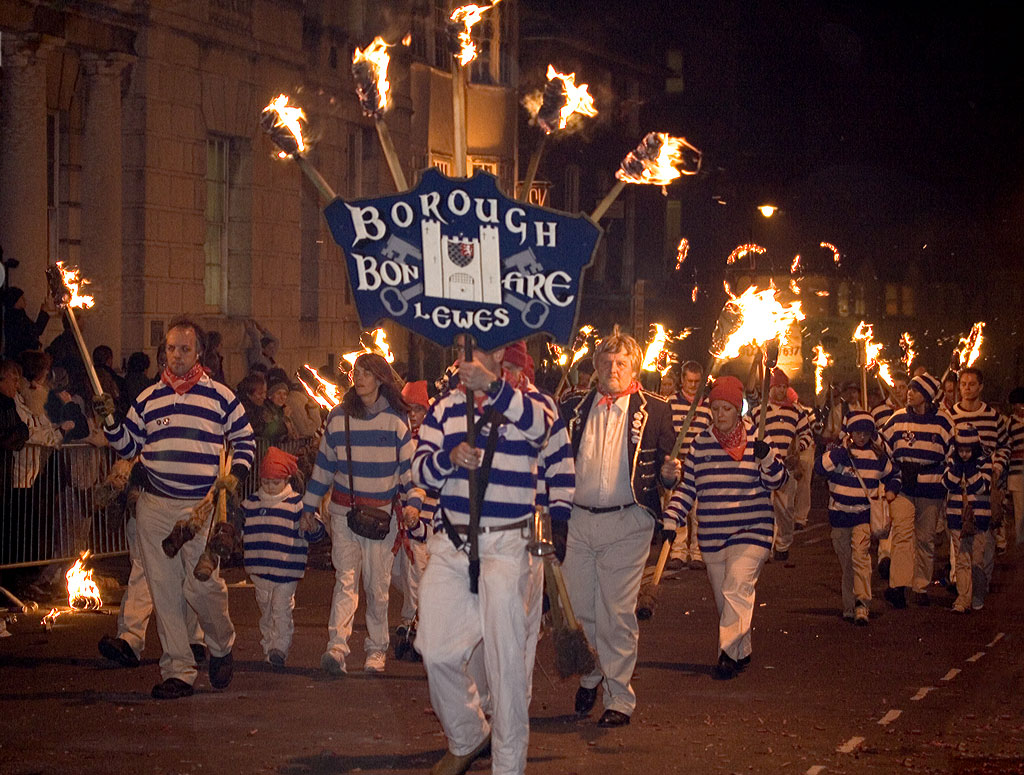
Celebrazioni della notte dei falò a Lewes, nel Sussex, il 5 novembre
Due torce nello stemma di Hartola
Una torcia sulla bandiera dello Zaire, 1971–1997